# Museu Magritte
El Museu Magritte és un museu de Brussel·les (Bèlgica), dedicat a l'obra de l'artista surrealista belga René Magritte. És un dels museus constitutius dels Museus Reials de Belles Arts de Bèlgica. El Museu Magritte es va obrir al públic el 30 de maig de 2009 a Brussel·les. Ubicat al neoclàssic Hôtel Altenloh de cinc nivells, a la plaça Reial, exposa uns 200 quadres, dibuixos i escultures originals de Magritte, inclosos El retorn, Shéhérazade i L'imperi de la llum. Aquesta instal·lació permanent multidisciplinària és l'arxiu Magritte més gran del món i la major part de l'obra prové directament de la col·lecció de la vídua de l'artista, Georgette Magritte, i d'Irène Hamoir, que va ser la seva principal col·leccionista. A més, el museu inclou els experiments de Magritte amb la fotografia a partir del 1920 i els curtmetratges surrealistes que va realitzar a partir del 1956.